# Leopoldo Gragera
Leopoldo Gragera (Puebla de la Calzada, 1919- 18 de diciembre de 1995, Badajoz) fue un pintor español, reconocido por su enfoque en el realismo, el regionalismo extremeño y el costumbrismo, siendo probablemente el último exponente de este último movimiento.

## Biografía
Nacido en 1919 en Puebla de la Calzada, provincia de Badajoz, creció en una familia católica tradicional de propietarios rurales formada por sus padres Juan Gragera Bejarano y Adela Castillo Amigo siendo el segundo de siete hermanos varones, quienes recibieron su educación en el hogar debido a la naturaleza itinerante de su vida familiar. 
En palabras de la pintora Eva Callejo, “Leopoldo destacaba por su elegante porte y excelente educación”, reflejo de su entorno familiar.
La formación artística de Gragera se desarrolló, a una edad temprana, entre Madrid y Badajoz, realizando sus estudios secundarios en Madrid, donde simultáneamente tomó clases de pintura con el pintor soriano Maximino Peña Muñoz entre 1931 y 1934. Posteriormente, continuó su formación en Badajoz en la Escuela de Artes y Oficios, bajo la dirección de Adelardo Covarsí, durante tres años. Covarsí influyó profundamente en su estilo y en su enfoque artístico, acercándolo al regionalismo extremeño, corriente en la que encontró un reflejo de su propia visión del arte.

Leopoldo Gragera se dedicó a la pintura por una necesidad de expresión estética y no como medio con el que cubrir las necesidades económicas que le proporcionasen un medio de vida. Esta libertad da como resultado su verdadero interés en la búsqueda de una expresión plástica que muchos otros artistas no pudieron disfrutar
M.ª Teresa Rodríguez Prieto

Después de la Guerra Civil Española, Gragera regresó a Madrid, donde continuó aprendiendo pintura en la Academia Libre de Arte bajo la dirección de Julio Moisés Fernández de Villasante, quien ejerció una influencia significativa en su obra, especialmente en el tratamiento de los fondos y en la composición de figuras, también asistió a la Escuela de Bellas Artes de San Fernando, donde estudió dibujo estático y en movimiento bajo la tutela de Eduardo Chicharro. Asimismo, forma parte del Círculo de Bellas Artes, donde se dedicó a la práctica de la pintura. A lo largo de su carrera, participó en numerosas exposiciones colectivas e individuales en ciudades como Badajoz, Madrid, Sevilla y Barcelona. Su primera exposición colectiva fue en 1947, y la última, una retrospectiva, tuvo lugar en 1990 en la sala de exposiciones de la Caja de Badajoz. Su obra estuvo influenciada por otros pintores, como Joaquín Sorolla, Benedito, Zuloaga y Vázquez Díaz, además de sus mentores y de l
a profunda admiración que sentía por Goya y Velázquez. Obtuvo reconocimientos y premios, manteniendo siempre un estilo coherente, sincero y personal marcado por la elegancia, incluso cuando enfrentó dificultades de visión que comenzaron a distorsionar su dibujo y uso del color en sus últimos años.
Vivió rodeado de sus seres queridos, disfrutando de la naturaleza, sus viajes y de Badajoz, donde falleció el 18 de diciembre de 1995.

## Estilo y técnica
La filosofía artística de Gragera estaba profundamente arraigada en el realismo, y su obra a menudo reflejaba una visión pintoresca y romantizada de los temas, especialmente en sus retratos. Sus figuras frecuentemente representaban a personajes en sus entornos naturales, con un énfasis especial en los gestos y la vestimenta para capturar los ambientes sociales y populares de la España de posguerra. 
La pintura de Gragera se caracterizaba por la observación directa del modelo, rechazando el uso de ayudas fotográficas, pues las consideraba artificios que alejaban la obra de la verdad. 
Su dedicación al estudio del natural lo situó firmemente dentro de la tradición realista, en oposición a los movimientos de vanguardia que buscaban romper con este enfoque. Su obra se distingue por un uso contenido del color, centrado en una representación naturalista.
El pintor “define su estilo de pintura como la visión propia que recoge del natural. Se aplica a si mismo la frase de Zuloaga: Observar mucho el natural, olvidarse de él y luego pintar”. 
El legado de Leopoldo Gragera radica en su dedicación a la pintura tradicional, especialmente dentro del contexto del costumbrismo y el regionalismo. Su obra, que abarca un considerable número de retratos, paisajes y bodegones, sigue siendo una parte importante del patrimonio artístico español, representando la continuación de las tradiciones pictóricas del siglo XIX en el siglo XX. 
El enfoque de Gragera hacia el arte, que hacía hincapié en un estudio atento del mundo natural, junto con su humildad y altruismo personal, ha dejado una huella duradera en quienes lo conocieron y en el legado de la pintura costumbrista española.
Su obra ofrece una ventana a la realidad social y cultural de su tiempo, especialmente en los entornos rurales y tradicionales de Extremadura. 
Su técnica se distinguía por un manejo excepcional de la luz y el color. Prefería una iluminación proveniente del lado izquierdo en la mayoría de sus composiciones, lo que otorgaba a sus figuras y objetos una presencia tangible y una profundidad que acentuaba su dedicación al naturalismo. 

“Las luces de sus lienzos se tamizan a través de una atmósfera gris, dijéramos que linfática, prestando a la obra esas vivencias de irrealidad que en las personalidades abstractas bullen nebulosamente, como si en ellas la vitalidad se supeditara siempre a la psicología. Así, superando los andadores de la formación técnica y sin adscribirse a los esquemas inevitables en el seguimiento de cualquier corriente, Leopoldo se afirma en su propia personalidad, revelándose en su dicción el carácter genuino y la innata aristocracia de su trayectoria”.
Julio Cienfuegos

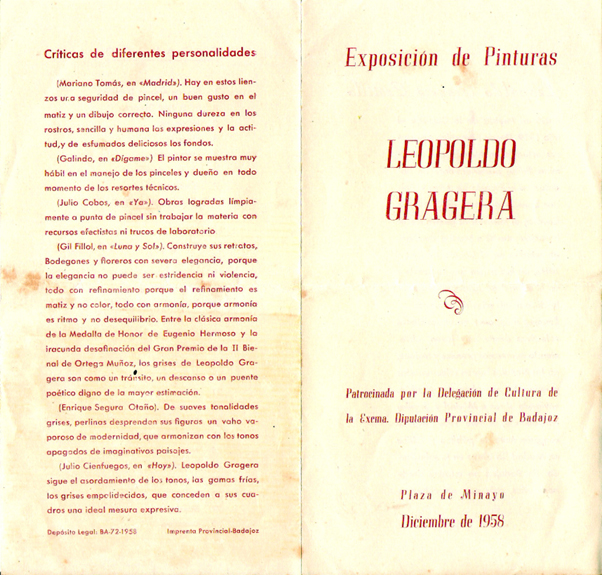
Folleto de una de sus exposiciones.

La obra de Leopoldo Gragera está profundamente ligada a las corrientes realistas, pero también muestra una percepción subjetiva que aporta un sentido poético a sus composiciones. Su enfoque estético se basaba en un ideal de belleza que trascendía la perfección física, buscando la idealización de los aspectos generales de la obra. Su pintura transmite una atmósfera serena mediante la elección de composiciones y armonías cromáticas equilibradas, así como un uso muy preciso del valor tonal. Los colores más recurrentes en sus obras son los verdes, amarillos, rosas, blancos, rojos, azules y tonos terrosos. Utilizaba frecuentemente tonos neutros, como tierras y grises, que ocupan gran parte del fondo de sus pinturas, sin importar el género tratado. Estos colores suaves y quebrados predominan en las áreas de fondo, mientras que los colores más intensos y saturados se aplican cuidadosamente a los elementos clave de la composición, destacándolos y guiando la atención del espectador hacia ellos. 
Gragera daba prioridad al color sobre el dibujo. Su paleta de grises, descrita por Enrique Segura Otaño como "perlinos", lograba contrastes sutiles que otorgaban profundidad y dinamismo a sus composiciones. Luis Gil Fillol describe esos grises como un puente poético entre la armonía de Eugenio Hermoso y la desafinación de Ortega Muñoz. 

## Evolución de su Obra
La pintura de Leopoldo Gragera experimentó una evolución notable a lo largo de las décadas, tanto en términos estilísticos como técnicos: 
- Década de 1940: En sus primeras obras, los contornos eran muy visibles y bien definidos, marcando claramente la transición entre los distintos elementos de la composición. Los fondos eran generalmente oscuros y sencillos, con pinceladas horizontales y un enfoque más académico.
- Década de 1950: Durante esta época, Gragera comenzó a mostrar una mayor sensibilidad cromática y una apertura en los contornos. Los fondos se aclaran y la pincelada cobra mayor importancia, volviéndose más suelta y dinámica. Estos cambios indican una mayor reflexión en su trabajo sobre el color y la luz, y una evolución hacia un estilo más maduro y consolidado.
- Décadas de 1960 y 1970: Este período marca la consolidación de su estilo. Las obras de estas décadas muestran una mayor rotundidad y seguridad, con manchas cromáticas más diversas e intensas. Gragera logra en este tiempo una obra estable y madura, donde los cambios iniciados en la década anterior se afianzan con fuerza. Su uso del color y la luz alcanza un punto culminante, con composiciones más complejas y una pincelada que refleja una confianza adquirida a lo largo de los años.
- Últimos años: En la última etapa de su vida, coincidiendo con el deterioro de su visión, Gragera comenzó a acentuar los contrastes en sus obras. Este periodo se caracteriza por un tratamiento más brusco de la luz y el color, reflejando su lucha con las limitaciones físicas impuestas por su pérdida de visión. A pesar de estos desafíos, sus cuadros continuaron siendo elegantes y mantenían la esencia de su estilo característico, basado en la observación directa y en un profundo sentido de la autenticidad artística.

“…Se conserva sin claudicaciones a lo largo del tiempo, fiel a si mismo (…) Pero si Leopoldo Gragera no solo se mantiene, sino que diríamos que acentúa la mesura y el empaque de su obra, el asordamiento cromático y la atmósfera de elegante comedimiento en que inscribe su obra, es porque esa es su línea de sincera expresión”.[1]
Las características en las que han coincidido críticos, artistas y personas de su entorno son: elegancia, serenidad, sinceridad, y un uso magistral del color. Antonio Zoido lo resume en la siguiente frase, “Si tuviéramos que juzgar en pocas palabras a Leopoldo Gragera lo calificaríamos como elegante y maestro”.[2]
[1] ZOIDO, A: (1977) Periódico Hoy
[2] ZOIDO, A: (27/6/1990) Periódico Hoy

## Temáticas y géneros
Leopoldo Gragera desarrolló una amplia gama de temáticas en su obra, destacándose, especialmente en el retrato, la figura humana, los bodegones y el paisaje. Su enfoque artístico estuvo profundamente influenciado por la vida rural y las tradiciones de Extremadura, así como por las enseñanzas de su maestro Adelardo Covarsí.

### Retrato
El retrato fue uno de los géneros más cultivados por Leopoldo Gragera. Sus retratos se caracterizan por una formalidad que remite a las tradiciones académicas del siglo XIX, especialmente en la pose, el vestuario y la expresión de los sujetos. Gragera no solo se limitó a capturar la apariencia física de sus modelos, sino que también se preocupó por reflejar su carácter y psicología. 
En los retratos presta especial atención a la expresión facial, particularmente a los ojos, que consideraba la clave para transmitir la esencia de la persona. Este enfoque es evidente en obras donde los sujetos miran directamente al espectador, estableciendo una conexión íntima y profunda. Además, sus retratos suelen incorporar elementos que reflejan la posición social o las ocupaciones de los retratados.
También realizó varios autorretratos, donde se representaba en una pose de tres cuartos, enfatizando el rostro y la expresión. Estos autorretratos no solo muestran su habilidad técnica, sino también su visión introspectiva, presentando una imagen franca y serena de sí mismo. 

### Figura humana
La figura humana fue otro de los grandes temas en la obra de Leopoldo Gragera, donde se sentía más libre para explorar y expresar aspectos más variados y menos formales que en el retrato. A diferencia del retrato, la figura humana en sus composiciones no estaba sujeta a los mismos condicionantes de parecido o pose, lo que le permitía capturar momentos más espontáneos y gestos cotidianos. 
Gragera mostró una particular predilección por figuras que representaban a personas de su entorno rural, como campesinos, gitanos y toreros. Estas figuras no eran simples estudios anatómicos puesto que el pintor deseaba captar fielmente la personalidad y la dignidad de los sujetos, combinándolas con su visión personal y poética. Las figuras de mujeres gitanas y campesinas, con sus trajes tradicionales y poses características, destacan por la fuerza expresiva y la atención a la descripción de sus ropas y gestos. 
La representación de niños, ancianos y otros personajes populares también ocupaba un lugar destacado en su obra, donde Gragera lograba transmitir emociones como la inocencia, la experiencia, o la serenidad, características que enriquecían la narrativa visual de sus pinturas.
…Muy representativas de este importante apartado de su producción son las gitanas y los gitanos de la Plaza Alta de Badajoz, los viejos y los campesinos; que no dejan de ser también otros retratos no encargados. Son figuras ausentes, soñadoras ensimismadas, nostálgicas, captadas en un momento de su mismidad cotidiana. Sin embargo, poetizadas, elegantes, delicadas y dignas, aunque sean populares. En estas figuras es la mirada y la expresión de los rostros lo esencial. Gragera capta así magistralmente la psicología del modelo...[1]
[1] HERNÁNDEZ NIEVES, R: (2003) Catálogo de pinturas. Museo de Bellas Artes de Badajoz

### Bodegones
Dedicó una parte significativa de su obra al género del bodegón, donde demostró su habilidad para transformar objetos cotidianos en composiciones visuales llenas de significado y belleza. Sus bodegones se caracterizan por la inclusión de elementos típicos de la vida rural, como cacharros de cobre, jarrones de cerámica, frutas, verduras, y flores. 
Utilizaba el claroscuro para crear un fuerte contraste entre la luz y la sombra, lo que otorgaba a los objetos una sensación de volumen y profundidad. A menudo organizaba estos elementos de manera que parecieran dispuestos al azar, pero en realidad seguían una composición cuidadosamente equilibrada. La elección de un punto de vista alto y el uso de tonos grises para resaltar los colores cálidos y fríos contribuyeron a generar espacio y a la armonía visual de estos bodegones. 
Sus bodegones no solo eran ejercicios técnicos, sino también una reflexión sobre la vida cotidiana y la relación del hombre con los objetos que lo rodean. En ellos, lograba elevar lo humilde a un plano artístico, otorgando a los objetos cotidianos un notable protagonismo.

### Flores
Leopoldo Gragera mostró un especial interés por la pintura de flores, una temática que al abordarla siempre pintando del natural, le exigía una ejecución rápida debido a la naturaleza efímera del motivo. Esta rapidez se reflejaba en sus composiciones, que transmitían una sensación de frescura y vitalidad, con ramos que lograban, por su disposición, una armonía espontánea. 
En los cuadros con motivos de flores muestra una clara preferencia por composiciones con un número limitado de planos. Las flores suelen estar dispuestas en ramos, sobre soportes de cristal, cerámica, metal o cestos, ubicados generalmente en el centro del lienzo. Estas composiciones ocupan prácticamente todo el ancho del espacio pictórico y una gran parte del alto, dejando suficiente espacio en la parte superior para que el motivo respire visualmente. En algunas ocasiones, otros objetos como libros o telas también se integran en la composición, enriqueciendo la escena. 
Las flores también aparecían en otros géneros que el pintor trataba, manteniendo en todos los casos las tonalidades características de su paleta. Sus composiciones se alejaban de los colores intensos y las luces fuertes, presentando en su lugar masas compactas y armoniosas que, según el crítico Enrique Segura Otaño, "seducen e invitan a descansar nuestro espíritu contemplativo". 
Este enfoque particular hacia la pintura de flores es una muestra de la habilidad técnica y la sensibilidad artística de Gragera, quien lograba en sus obras un equilibrio entre la naturalidad del motivo y la elegancia de la composición.

### Paisajes
Leopoldo Gragera abordaba el paisaje en su pintura con un enfoque que combinaba lo poético y lo pintoresco, buscando capturar no solo la apariencia de la naturaleza, sino también la emoción que esta le inspiraba. Sus paisajes se caracterizan por colores luminosos y cálidos, y una pincelada rápida que buscaba retener la impresión del momento, evitando una descripción minuciosa de los detalles. Gragera modificaba los elementos del paisaje, como árboles, casas y cielos, para enfatizar la sensación que quería transmitir, a menudo logrando una atmósfera brumosa que añadía un tono impreciso y emocional a sus composiciones. El clima benigno de Extremadura, que le permitía trabajar al aire libre en cualquier estación. 
El artista trataba el paisaje como un género independiente, aunque lo empleaba con mayor frecuencia como fondo en otras temáticas, aportando a sus composiciones una sensación de serenidad y amplitud. Sus paisajes solían incluir cielos nublados, elementos arquitectónicos sugeridos, árboles, y ocasionalmente escenas marinas. Estos elementos se mantenían en un discreto segundo plano, con el fin de realzar, sin competir, el protagonismo del tema principal. Cuando formaban parte de otros géneros, estos paisajes eran producto de la invención o recreaciones basadas en la memoria, lo que les confería un carácter evocador y subjetivo.

## Reconocimientos y premios
- Primer premio en la Exposición Provincial de Bellas Artes en 1943 por la obra: “Autorretrato” - Óleo sobre lienzo, 91 x 72 cm
- Seleccionado, por Extremadura, para participar en la Primera Bienal de Arte Hispanoamericano junto a Félix Fernández Torrado, Alejandro Tinoco Ortiz y, como nobel, Francisco Pedraja Muñoz. Participa con la obra: “El maletilla” - Óleo sobre lienzo, 150 x 130 cm.
- Segundo Premio con la obra “El vendedor de limones” en la Exposición Regional Extremeña preparatoria para la Segunda Bienal Hispanoamericana en 1953.
- Medalla de Oro del Círculo Pacense.
- Leopoldo Gragera cuenta con varias obras en instituciones y colecciones notables, entre las que se encuentran la Caja Rural de Almendralejo, el Casino de Zafra, y diversas colecciones particulares. Además, el Museo de Bellas Artes de Badajoz alberga las siguientes piezas: 
  - "Estudio de un anciano" (1954) - Óleo sobre lienzo, 80 x 60 cm.
  - "Retrato de una pintora" (1977) - Óleo sobre lienzo, 100 x 81 cm.
  - "Melancolía" (1977) - Óleo sobre lienzo, 74 x 60 cm.
  - "Bodegón" (1978) - Óleo sobre lienzo, 60 x 54 cm. "Bodegón de margaritas naranjas" (1956) - Óleo sobre lienzo, 64 x 55 cm.

- El pleno del Ayuntamiento de Badajoz, en el año 2008, otorga el nombre “Leopoldo Gragera” a la calle que está situada entre la Avenida Díaz Ambrona y el Camino de las Moreras.
- Tesis doctoral “La pintura extremeña en la segunda mitad del siglo XX. Leopoldo Gragera” Universidad de Extremadura, 2012 por Amalia Gragera Alonso.
- Exposición “Leopoldo Gragera”, Museo de Bellas Artes de Badajoz, 2014. Comisaria: M.ª Teresa Rodríguez Prieto. Autora de los textos del catálogo: Amalia Gragera Alonso.
- Conferencia “Leopoldo Gragera. Pintor de Extremadura” a cargo de Amalia Gragera Alonso en la Real Sociedad de Amigos del País, de Badajoz. 07/10/2019. Dentro del Ciclo de conferencias sobre Personajes Extremeños.
- “Homenaje a Leopoldo Gragera” Galería Arte Joven, Badajoz 19/11/2019 con motivo de la conmemoración del 100 aniversario del año de nacimiento del pintor.

## Información personal

### Nombre de nacimiento
Leopoldo Eduardo Antonio Ramón Gragera Castillo.

### Nacimiento
7 de enero de 1919. Puebla de la Calzada, Badajoz (España).

### Fallecimiento
18 de diciembre de 1995, Badajoz (España).

### Causa de la muerte
Enfermedad del sistema respiratorio.

### Sepultura
Cementerio Nuestra Señora de la Soledad, Badajoz.

### Familia
Padres: Adela Castillo Amigo y Juan Gragera Bejarano.
Hermanos: Alonso, Juan, José, Luis, Antonio y Diego.
Cónyuge: Concepción Martínez Rodríguez (matr 1952, +1988).
Sin hijos.

### Religión
Catolicismo.

### Nacionalidad
Española.

### Lengua materna
Español.

### Descripción física
Alto, delgado, ojos y pelo castaños, porte elegante.

### Educación
- Real Academia de Bellas Artes de San Fernando, Madrid.
- Escuela de Artes y Oficios, Badajoz.
- Academia Libre de Arte, Madrid.
- Taller de Maximino Peña Muñoz, Madrid.

### Información profesional
Ocupación: Pintor y propietario rural.

### Movimientos
Realismo, naturalismo, regionalismo extremeño, costumbrismo.

### Géneros
Retrato, figura humana, bodegón, flores, paisaje.

### Firma

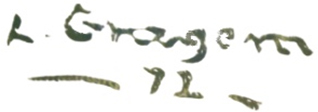
Firma

## Hemerografía
CALLEJO GARCÍA, E: A la memoria de Leopoldo Gragera Castillo. Periódico Hoy. 24-12-1995
MUÑOZ DE LA PEÑA, A: Pinceladas. El populista pintor-la voz del almuédano-el doctor Moreta. HOY. Alminar. Nº 11.
ZOIDO DÍAZ, A: Periódico HOY.
- Exposición de Leopoldo Gragera Castillo (15-3-1959)
- La pintura contenida de Leopoldo Gragera. (8-11-77)
- Leopoldo Gragera en doble exposición. (15-11-79)
- Leopoldo Gragera. (24-3-71)
- Murió Leopoldo Gragera Castillo, notable pintor pacense (20-12-95)
- Notable exposición antológica de Leopoldo Gragera. (27-6-90)
- Pinturas de Leopoldo y dibujos de Diego Gragera. (15-12-73)

## Webgrafía
https://dbe.rah.es/biografias/134733/leopoldo-gragera-castillo
https://www.dip-badajoz.es/agenda/index.php?id=3&agenda=7274&3=
https://www.youtube.com/watch?v=sIXFG3SxtnY
https://cronicasdeunpueblo.es/archive/10652/la-figura-del-pintor-poblanchino-leopoldo-gragera-protagonista-de-una-tesis-doctoral
https://revistas.unievangelica.edu.br/index.php/fronteiras/article/view/916/827
https://baluartedebadajoz.blogspot.com/2014/03/exposicion-antologica-de-leopoldo.html
https://catedraldebadajoz.es/pieza-invitada-octubre-noviembre-2021/
https://elblogdechano.com/2017/07/30/la-magia-eterna-de-la-pintura-y-iii/